# Megachile ruficornis
Megachile ruficornis är en biart som beskrevs av Smith 1853. Megachile ruficornis ingår i släktet tapetserarbin, och familjen buksamlarbin. Inga underarter finns listade i Catalogue of Life.